# Avianova

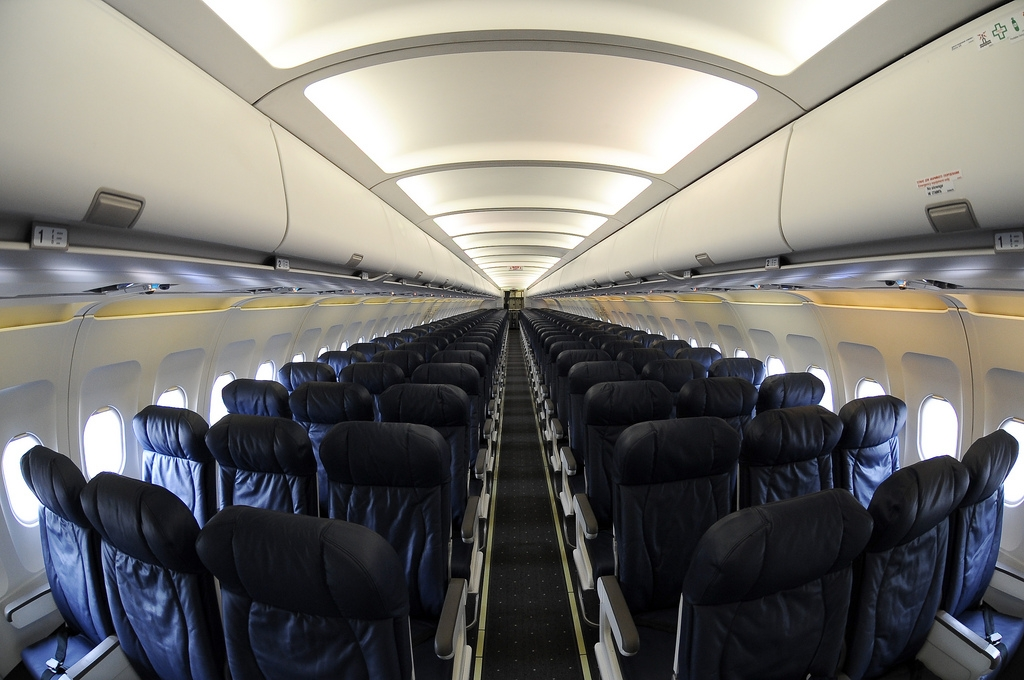
El interior de un Airbus A320 de Avianova. (2010)

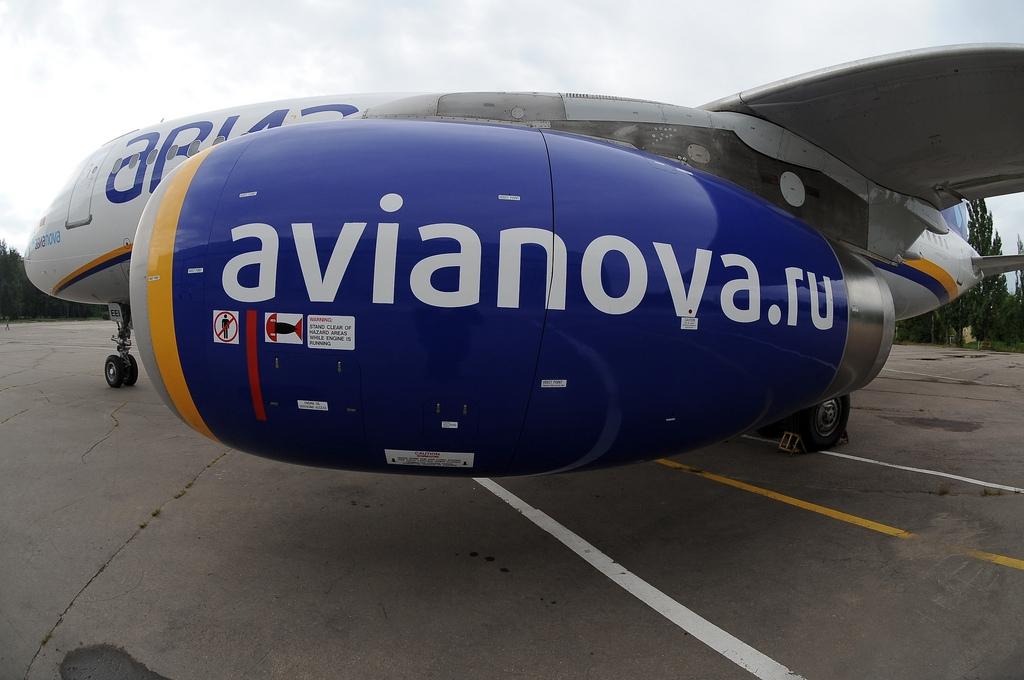
El motor de un Airbus A320 de Avianova. (2010)

Avianova, LLC (del ruso: ООО «Авианова») fue una aerolínea de bajo coste con base en Moscú, Rusia. Su base de operaciones principal es el Aeropuerto Internacional Sheremetyevo en Moscú. El traslado a Sheremetyevo desde la antigua base de la compañía en el Aeropuerto Internacional de Moscú-Vnúkovo se hizo efectivo el 28 de marzo de 2010.
Andrew Pyne, CEO, anunció la estrategia de negocio de la compañía como "hacer volar a todos aquellos rusos que no han tenido la posibilidad de ver un avión por dentro en los últimos veinte año". La compañía anunció billetes para vuelos de cabotaje a 250 rublos (menos de 10 dólares), para todos sus destinos.
En mayo de 2010, Avianova había transportado a más de 320.000 pasajeros desde su lanzamiento, con una media de ocupación del 75%. Se trata de la tercera aerolínea del aeropuerto Sheremetyevo por número de plazas ofertadas, donde opera en la Terminal B.

## Historia
La compañía fue propiedad de Luch, una entidad rusa; la cual está en posesión de Alfa Group y la compañía de inversiones estadounidense Indigo Partners. Avianova recibió la autorización rusa de operaciones en agosto y comenzó a operar el 27 de agosto de 2009.
El 26 de enero de 2010, la aerolínea anunció que se trasladaba a la Terminal B del Aeropuerto Internacional Sheremetyevo desde el Aeropuerto Internacional Vnukovo. El traslado se hizo efectivo el 28 de marzo de 2010.
El 3 de octubre de 2011 se declaró en bancarrota, ese mismo día dejó de vender pasajes hasta que finalmente el 9 de octubre del mismo año terminó sus operaciones.

## Destinos
Avianova operó a los siguientes destinos (en marzo de 2010):
- Rusia
  - Arcángel - Aeropuerto Internacional de Talagi
  - Astracán - Aeropuerto Narimanovo
  - Gelendzhik - Aeropuerto de Gelendzhik
  - Kazán - Aeropuerto Internacional de Kazán
  - Krasnodar - Aeropuerto de Krasnodar-Pashkovskiy
  - Moscú - Aeropuerto Internacional Sheremetyevo Base
  - Nizhnekamsk - Aeropuerto de Nizhnekamsk-Beguishevo
  - Perm - Aeropuerto Internacional de Perm-Bolshoe Savino
  - Rostov-on-Don - Aeropuerto de Rostov-on-Don
  - San Petersburgo - Aeropuerto de Púlkovo
  - Samara - Aeropuerto Internacional de Samara-Kurúmoch
  - Sochi - Aeropuerto Internacional de Sochi
  - Ufá - Aeropuerto de Ufá
  - Ulyanovsk - Aeropuerto Vostochny
  - Volgograd - Aeropuerto Internacional de Volgograd
  - Ekaterinburg - Aeropuerto Internacional de Ekaterimburgo-Koltsovo

### Antiguos destinos
Europa
- Rusia - Moscú-Vnukovo
  - Kazán

## Flota

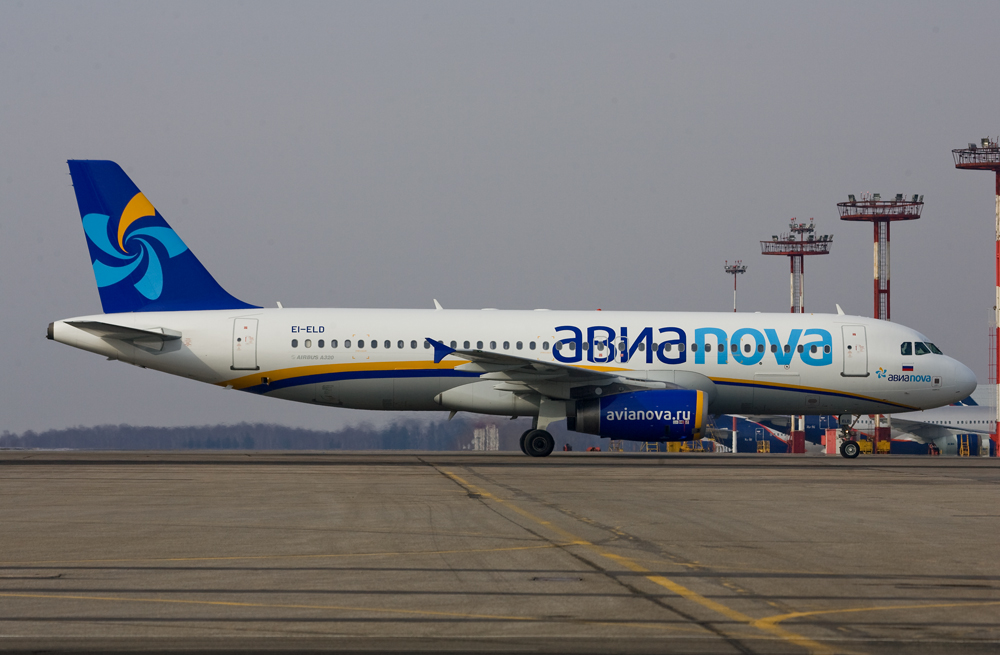
Airbus A320 de Avianova.

Avianova actualmente planeó operar hasta siete Airbus A320 a finales de 2010, añadiendo su quinto aparato en mayo de 2010, nunca lo concreto para ese entonces. 
Todos los aviones de Avianova estaban registrados en Irlanda.
La flota de Avianova se compuso de las siguientes aeronaves (a 9 de octubre de 2011):